# Praktgran
Praktgran (Abies magnifica) prydnadsgran i ädelgranssläktet. Dess naturliga utbredningsområde är delstaterna Kalifornien, Nevada och Oregon i västra USA.

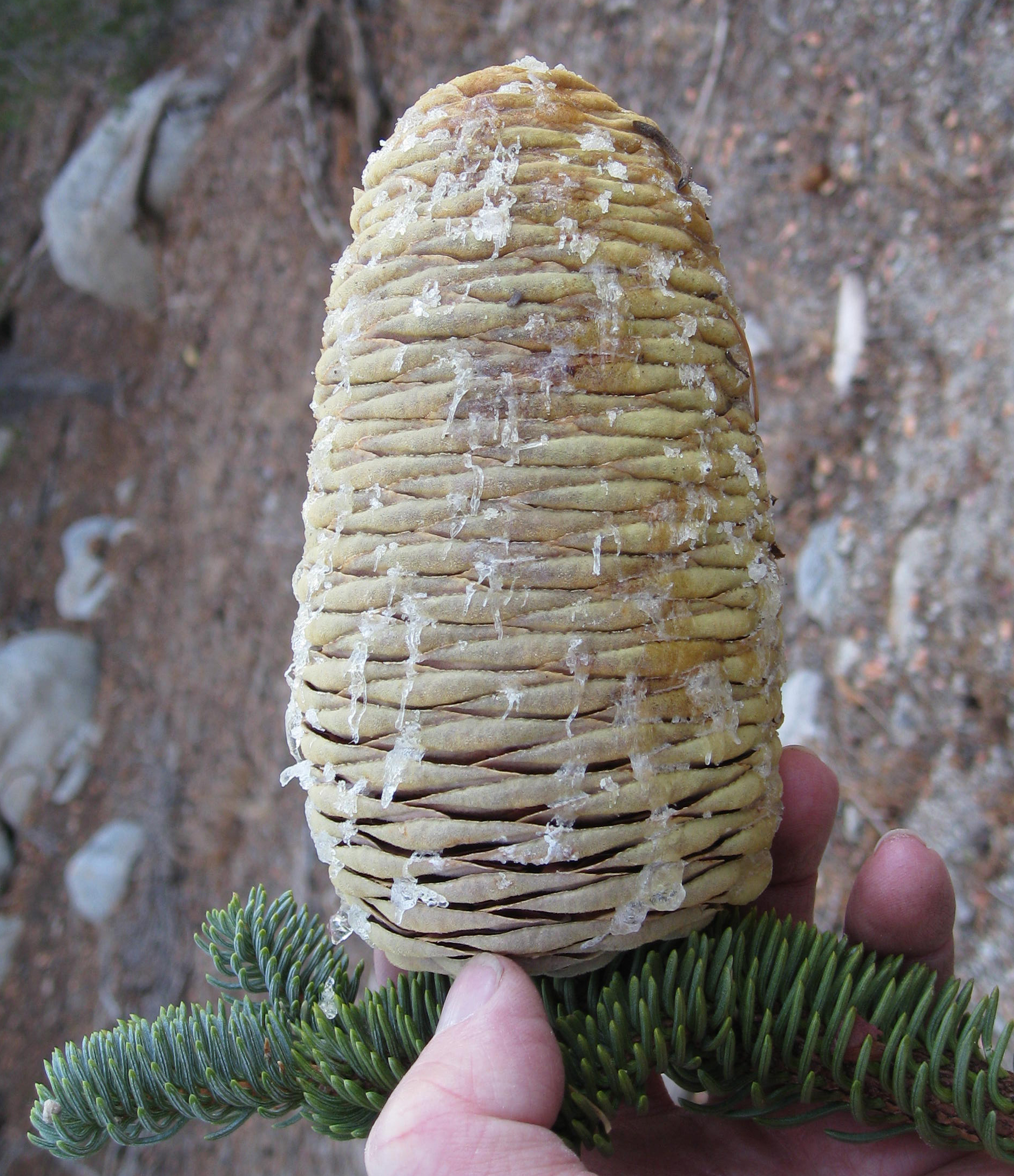
En kvist med barr och en kotte.

Arten hittas i bergstrakter mellan 1 400 och 2 700 meter över havet. Den växer vanligen på något sur mark. Klimatet i regionen utmärks av långa kalla vintrar med mycket snö samt av korta varma somrar. Årsnederbörden ligger mellan 750 och 1500 mm. Praktgran kan bilda skogar där inga andra större träd ingår. Den hittas oftare i skogar där även arter av tallsläktet, coloradogran, kaskadgran, douglasgran, cedertuja och Juniperus occidentalis ingår. På bergstoppar bildar praktgranen skogar tillsammans med berghemlock. Typiska buskar i skogarna är Ceanothus cordulatus, Chrysolepis sempervirens och Arctostaphylos nevadensis.
För artens trä finns flera olika användningsområden och det bearbetas även till plywood. Praktgran odlas som julgran.
Under historien minskade populationen markant på grund av intensivt skogsbruk. Under senare tid bedrivs ett mer hållbart skogsbruk och dessutom har flera skyddszoner inrättats. IUCN listar arten som livskraftig (LC).